# Tengella thaleri
Espèce
Tengella thaleri est une espèce d'araignées aranéomorphes de la famille des Zoropsidae.

## Distribution
Cette espèce est endémique de l'État de San Luis Potosí au Mexique. Elle se rencontre dans la grotte Cueva de La Selva.

## Description
Le mâle holotype mesure 6,0 mm et la femelle paratype 8,1 mm.

## Étymologie
Cette espèce est nommée en l'honneur de Konrad Thaler.

## Publication originale
- Platnick, 2009 : A review of the spider genus Tengella (Araneae: Tengellidae). Contributions to Natural History, no 12, p. 1071-1080.